# Biserica „Sf. Dumitru și Sf. Nestor” din Mânăstirea
Biserica „Sf. Dumitru și Sf. Nestor” din Mânăstirea este un monument istoric aflat pe teritoriul satului Mânăstirea; comuna Mânăstirea.